# Brighton Beach
Brighton Beach es un barrio de la ciudad estadounidense de Nueva York. Se encuentra situado junto al océano, a lo largo de la península de Coney Island y al sur de Brooklyn. En 2007 tenía una población de 75 692 residentes, con un total de 31 228 viviendas. Brighton Beach limita con Coney Island en Ocean Parkway hacia el oeste, Manhattan Beach en Corbin Place al este, Sheepshead Bay en el Belt Parkway al norte, y el Océano Atlántico al sur a lo largo de la playa y el paseo marítimo. Es conocido por su alta población de inmigrantes de habla rusa y como destino de verano para los residentes de la ciudad de Nueva York, debido a sus playas a lo largo del Océano Atlántico y su proximidad a los parques de atracciones en Coney Island.

## Demografía
En 1983 Brighton Beach tenía una población de clase media, mayoritariamente judía, y de avanzada edad. El 68,5% de la población de Brighton Beach era blanca no hispana. Un 17,3% era de raza negra no hispana y un 11,7% eran hispanos. Un 27% de la población de Brighton Beach tenía 62 años o más, mientras que el promedio nacional de personas de 62 años o más era de un 13,9%. Sin embargo, desde los años 1990, la demografía étnica del barrio ha ido cambiando, con una gran afluencia de inmigrantes, principalmente musulmanes de Asia Central, como uzbecos.
Según datos del censo de 2010, un número creciente de musulmanes centrales asiáticos se mudaron a Brighton Beach. Debido a la influencia soviética, también hablan ruso.

### Comunidad rusófona
La población de habla rusa original del Brighton Beach llegó en la década de 1940 y 1950 y eran principalmente judíos de Odesa, en Ucrania, razón por la cual Brighton Beach es también conocido popularmente como "Little Odessa" (pequeña Odesa) y más tarde "Little Russia". El festival anual Brighton Jubilee celebra el legado rusófono de la zona. En 2006, Alec Brook-Krasny fue elegido para el Distrito 46ª de la Asamblea del Estado de Nueva York, el primer político judío-soviético elegido en Brighton Beach. En el barrio, se ambientan las películas Little Odessa y Lord of War, con Nicolas Cage, basada en la historia del traficante de armas ucraniano, Viktor Bout.